# Isle of the Dead
Isle of the Dead is een Amerikaanse horrorfilm uit 1945 onder regie van Mark Robson. Destijds werd de film in Nederland uitgebracht onder de titel Geesteneiland.

## Verhaal
Wanneer de pest uitbreekt tijdens de Eerste Balkanoorlog, worden een Griekse generaal, een Amerikaanse journalist en een Britse consul samen met enkele andere mensen in quarantaine geplaatst op een eiland. Een oude vrouw gelooft dat er boze geesten in het spel zijn.

## Rolverdeling
| Acteur            | Personage                 |
| ----------------- | ------------------------- |
| Boris Karloff     | Generaal Nikolas Pherides |
| Ellen Drew        | Thea                      |
| Marc Cramer       | Oliver Davis              |
| Katherine Emery   | Mary St. Aubyn            |
| Helene Thimig     | Madame Kyra               |
| Alan Napier       | St. Aubyn                 |
| Jason Robards sr. | Albrecht                  |
| Ernst Deutsch     | Dr. Drossos               |